# Jake Auchincloss
Jake Auchincloss właściwie Jacob Daniel Auchincloss (ur. 29 stycznia 1988 w Newton) – amerykański polityk,  w latach 2013-2014 członek Partii Republikańskiej, wcześniej i ponownie od 2015 członek Partii Demokratycznej.

## Działalność polityczna
Od 3 stycznia 2021 jest przedstawicielem 4. okręgu wyborczego w stanie Massachusetts w Izbie Reprezentantów Stanów Zjednoczonych.